# I Want to Break Free
I Want to Break Free is een single van de rockgroep Queen en werd in 1983 geschreven door bassist John Deacon. Het nummer is terug te vinden op het Queen album The Works uit 1984. Het nummer is tevens terug te vinden op het verzamelalbum Greatest Hits II. De single werd geremixt en is tot 61 seconden langer dan de albumversie. De plaat stond vijftien achtereenvolgende weken genoteerd in de Britse hitlijsten, maar bleef steken op de derde plaats. In Nederland was de plaat op donderdag 19 april 1984 TROS Paradeplaat op Hilversum 3 en werd een nummer 1-hit in de Nederlandse Top 40, Nationale Hitparade en TROS Top 50. Ook in België bereikte de plaat de nummer 1-positie in de Vlaamse hitlijsten.
De opmerkelijke, humoristisch bedoelde videoclip van het lied opent met beelden van een typisch Engelse volksbuurt, als een parodie op de Britse soap Coronation Street. De heren van Queen verschijnen verkleed als typische huisvrouwen, een idee toegeschreven aan de vrouw van drummer Roger Taylor. Brian May trekt roze konijnenpantoffels aan en heeft krulspelden in zijn haar. Roger Taylor draagt wellicht een pruik maar zeker strikken en doet de afwas. John Deacon zit als een ouderwetse kinderjuffrouw op de bank in de woonkamer en moet zijn voeten optillen wanneer Freddie Mercury langskomt om te stofzuigen. Hij draagt een kort rokje en heeft een snor.
De beelden die volgen na het tweede couplet beginnen met een choreografie in een donkere ruimte verlicht door kaarsen die herinnert aan de foto op de omslag van het Queen II album en aan de clip van Bohemian Rhapsody, ditmaal aangevuld met tientallen figuranten. Daarna verschijnt Freddie Mercury op een berg met druiven, hij vliegt door de lucht en wordt opgevangen door anonieme dansers die hem dragen in een ballet met het Londense Royal Ballet. Hij schoor zelfs zijn snor af om in de huid van Vaslav Nijinsky te kruipen.
Het grote succes van I Want to Break Free zou mede aan de videoclip te danken zijn. In Amerika zag men de grap er niet van in, en daardoor verloor Queen daar veel fans,
Bij het Freddie Mercury Tribute Concert in april 1992 ter nagedachtenis aan de zanger werd dit nummer vertolkt door Lisa Stansfield. In een directe hommage aan de videoclip betrad ze het podium in het Wembley Stadion met een stofzuiger en met krulspelden in het haar.

## Hitnotering
| "I Want to Break Free" in de Nederlandse Top 40 - binnen: 28-04-1984 | "I Want to Break Free" in de Nederlandse Top 40 - binnen: 28-04-1984 | "I Want to Break Free" in de Nederlandse Top 40 - binnen: 28-04-1984 | "I Want to Break Free" in de Nederlandse Top 40 - binnen: 28-04-1984 | "I Want to Break Free" in de Nederlandse Top 40 - binnen: 28-04-1984 | "I Want to Break Free" in de Nederlandse Top 40 - binnen: 28-04-1984 | "I Want to Break Free" in de Nederlandse Top 40 - binnen: 28-04-1984 | "I Want to Break Free" in de Nederlandse Top 40 - binnen: 28-04-1984 | "I Want to Break Free" in de Nederlandse Top 40 - binnen: 28-04-1984 | "I Want to Break Free" in de Nederlandse Top 40 - binnen: 28-04-1984 | "I Want to Break Free" in de Nederlandse Top 40 - binnen: 28-04-1984 | "I Want to Break Free" in de Nederlandse Top 40 - binnen: 28-04-1984 | "I Want to Break Free" in de Nederlandse Top 40 - binnen: 28-04-1984 | "I Want to Break Free" in de Nederlandse Top 40 - binnen: 28-04-1984 |
| Week                                                                 | 1                                                                    | 2                                                                    | 3                                                                    | 4                                                                    | 5                                                                    | 6                                                                    | 7                                                                    | 8                                                                    | 9                                                                    | 10                                                                   | 11                                                                   | 12                                                                   |                                                                      |
| -------------------------------------------------------------------- | -------------------------------------------------------------------- | -------------------------------------------------------------------- | -------------------------------------------------------------------- | -------------------------------------------------------------------- | -------------------------------------------------------------------- | -------------------------------------------------------------------- | -------------------------------------------------------------------- | -------------------------------------------------------------------- | -------------------------------------------------------------------- | -------------------------------------------------------------------- | -------------------------------------------------------------------- | -------------------------------------------------------------------- | -------------------------------------------------------------------- |
| Nummer                                                               | 31                                                                   | 18                                                                   | 7                                                                    | 2                                                                    | 1                                                                    | 1                                                                    | 2                                                                    | 2                                                                    | 4                                                                    | 8                                                                    | 15                                                                   | 25                                                                   | uit                                                                  |

| "I Want to Break Free" in de Nederlandse Nationale Hitparade - binnen: 28-04-1984 | "I Want to Break Free" in de Nederlandse Nationale Hitparade - binnen: 28-04-1984 | "I Want to Break Free" in de Nederlandse Nationale Hitparade - binnen: 28-04-1984 | "I Want to Break Free" in de Nederlandse Nationale Hitparade - binnen: 28-04-1984 | "I Want to Break Free" in de Nederlandse Nationale Hitparade - binnen: 28-04-1984 | "I Want to Break Free" in de Nederlandse Nationale Hitparade - binnen: 28-04-1984 | "I Want to Break Free" in de Nederlandse Nationale Hitparade - binnen: 28-04-1984 | "I Want to Break Free" in de Nederlandse Nationale Hitparade - binnen: 28-04-1984 | "I Want to Break Free" in de Nederlandse Nationale Hitparade - binnen: 28-04-1984 | "I Want to Break Free" in de Nederlandse Nationale Hitparade - binnen: 28-04-1984 | "I Want to Break Free" in de Nederlandse Nationale Hitparade - binnen: 28-04-1984 | "I Want to Break Free" in de Nederlandse Nationale Hitparade - binnen: 28-04-1984 | "I Want to Break Free" in de Nederlandse Nationale Hitparade - binnen: 28-04-1984 | "I Want to Break Free" in de Nederlandse Nationale Hitparade - binnen: 28-04-1984 | "I Want to Break Free" in de Nederlandse Nationale Hitparade - binnen: 28-04-1984 | "I Want to Break Free" in de Nederlandse Nationale Hitparade - binnen: 28-04-1984 |
| Week                                                                              | 1                                                                                 | 2                                                                                 | 3                                                                                 | 4                                                                                 | 5                                                                                 | 6                                                                                 | 7                                                                                 | 8                                                                                 | 9                                                                                 | 10                                                                                | 11                                                                                | 12                                                                                | 13                                                                                | 14                                                                                |                                                                                   |
| --------------------------------------------------------------------------------- | --------------------------------------------------------------------------------- | --------------------------------------------------------------------------------- | --------------------------------------------------------------------------------- | --------------------------------------------------------------------------------- | --------------------------------------------------------------------------------- | --------------------------------------------------------------------------------- | --------------------------------------------------------------------------------- | --------------------------------------------------------------------------------- | --------------------------------------------------------------------------------- | --------------------------------------------------------------------------------- | --------------------------------------------------------------------------------- | --------------------------------------------------------------------------------- | --------------------------------------------------------------------------------- | --------------------------------------------------------------------------------- | --------------------------------------------------------------------------------- |
| Nummer                                                                            | 12                                                                                | 4                                                                                 | 3                                                                                 | 2                                                                                 | 1                                                                                 | 1                                                                                 | 2                                                                                 | 2                                                                                 | 4                                                                                 | 4                                                                                 | 11                                                                                | 18                                                                                | 33                                                                                | 45                                                                                | uit                                                                               |

### NPO Radio 2 Top 2000
| Nummer met noteringen in de NPO Radio 2 Top 2000 | '99 | '00 | '01 | '02 | '03 | '04 | '05 | '06 | '07 | '08 | '09 | '10 | '11 | '12 | '13 | '14 | '15 | '16 | '17 | '18 | '19 | '20 | '21 | '22 | '23 | '24 |
| ------------------------------------------------ | --- | --- | --- | --- | --- | --- | --- | --- | --- | --- | --- | --- | --- | --- | --- | --- | --- | --- | --- | --- | --- | --- | --- | --- | --- | --- |
| I Want to Break Free                             | 85  | 123 | 177 | 108 | 121 | 108 | 129 | 121 | 172 | 130 | 183 | 195 | 126 | 231 | 235 | 219 | 219 | 224 | 265 | 118 | 145 | 146 | 180 | 217 | 221 | 289 |

1. ↑  Een vetgedrukt getal geeft de hoogste notering aan.

### Evergreen Top 1000
| Evergreen Top 1000 "I Want to Break Free" | Evergreen Top 1000 "I Want to Break Free" | Evergreen Top 1000 "I Want to Break Free" | Evergreen Top 1000 "I Want to Break Free" | Evergreen Top 1000 "I Want to Break Free" | Evergreen Top 1000 "I Want to Break Free" | Evergreen Top 1000 "I Want to Break Free" | Evergreen Top 1000 "I Want to Break Free" | Evergreen Top 1000 "I Want to Break Free" | Evergreen Top 1000 "I Want to Break Free" | Evergreen Top 1000 "I Want to Break Free" | Evergreen Top 1000 "I Want to Break Free" | Evergreen Top 1000 "I Want to Break Free" | Evergreen Top 1000 "I Want to Break Free" | Evergreen Top 1000 "I Want to Break Free" | Evergreen Top 1000 "I Want to Break Free" | Evergreen Top 1000 "I Want to Break Free" |
| Jaar                                      | 2008                                      | 2009                                      | 2010                                      | 2011                                      | 2012                                      | 2013                                      | 2014                                      | 2015                                      | 2016                                      | 2017                                      | 2018                                      | 2019                                      | 2020                                      | 2021                                      | 2022                                      | 2023                                      |
| ----------------------------------------- | ----------------------------------------- | ----------------------------------------- | ----------------------------------------- | ----------------------------------------- | ----------------------------------------- | ----------------------------------------- | ----------------------------------------- | ----------------------------------------- | ----------------------------------------- | ----------------------------------------- | ----------------------------------------- | ----------------------------------------- | ----------------------------------------- | ----------------------------------------- | ----------------------------------------- | ----------------------------------------- |
| Positie                                   | -                                         | -                                         | -                                         | -                                         | -                                         | -                                         | -                                         | -                                         | -                                         | 338                                       | 202                                       | 167                                       | 235                                       | 201                                       | 184                                       | 270                                       |